# 鶴見警察署 (神奈川県)
鶴見警察署（つるみけいさつしょ）は、神奈川県警察が管轄する警察署の一つである。

## 概要
横浜市警察部隷下、第二方面に属する大規模警察署。識別章所属表示はNC。
管轄区域である横浜市鶴見区は東海道筋を中心に古くから交通の要所として栄え、下町情緒が残る商店街が多く、臨海部は京浜工業地帯の一部、内陸部はベッドタウンとなっている。署の前には箱根駅伝の舞台となる国道15号（第一京浜）が南北に走っているほか、管内には国道1号（第二京浜）や環状2号などの幹線道路が集中し、各種犯罪や交通事案が頻発する地域である。
神奈川県下でも有数の街頭犯罪多発地域であるJR・京急鶴見駅周辺を中心として、人口およそ28万人（警察署別管内居住人口第4位）の鶴見区全域の治安を担う（鶴見駅周辺は警察本部により歓楽街総合対策重点取締地区に指定されている。）。署員数300名以上、署長の階級は警視正。署内には直轄警察隊（管区機動隊）が配備されている。
管轄区域に指定暴力団山口組系並びに稲川会系の組事務所のほか、朝鮮総連鶴見支部や朝鮮学校が存在する。
箱根駅伝や潮田神社例大祭（潮田祭り）等の催事には署員総出で沿道警備に当たる。
管内の大黒埠頭には首都高速湾岸線を受け持つ高速道路交通警察隊の大黒分駐所も存在する。

## 所在地
- 横浜市鶴見区鶴見中央四丁目33番9号
- 最寄駅
  - 京急本線 京急鶴見駅東口から徒歩8分
  - JR京浜東北線・鶴見線 鶴見駅東口から徒歩10分

## 管轄区域
- 横浜市鶴見区（鶴見川（潮見橋上流端から下流に限る。）及び扇島を除く。）

## 沿革
- 1923年（大正12年）12月27日 開署。
- 1948年（昭和23年）3月7日 警察法の公布に伴い、自治体警察として横浜市警察が発足。横浜市鶴見警察署となる。
- 1955年（昭和30年）7月1日 横浜市警察が神奈川県警察に統合したことにより神奈川県鶴見警察署となる。
- 1971年（昭和46年）9月25日 集団警ら隊汐見橋分駐所が火炎瓶で放火される[2]。
- 1980年（昭和55年）12月5日 現庁舎が完成。
- 2008年（平成20年）4月1日 入舟橋交番を廃止。[3]
- 2021年（令和3年）4月1日 三角交番を廃止。[4]

1922年（大正11年）の関東大震災時、数百名の朝鮮人を暴徒から救った大川常吉署長を顕彰する碑が潮田にある。1922年から大川が署長を務めた「当時の鶴見警察」は、署員30名ほどの規模であった。

## 組織
- 署長（警視正）
- 副署長（警視）
- 地域担当次長（警視）
- 会計担当次長（警視相当職）
- 刑事兼生活安全担当次長（警視）
- 警務課 - 警務係、住民相談係
- 留置管理課（平成28年度新設） - 管理係
- 会計課 - 会計係
- 生活安全課 - 防犯少年係、経済保安係
- 地域第一課 - 地域企画係、地域係
- 地域第二課 - 地域係
- 地域第三課 - 地域係

（警ら用無線自動車4台、小型警ら車3台）
- 刑事第一課 - 刑事総務係、強行犯係、盗犯係、鑑識係
- 刑事第二課 - 知能犯係、暴力犯係、薬物銃器対策係、国際犯係
- 交通課 - 交通総務係、交通捜査係、交通指導係
- 警備課 - 公安係、外事係、直轄警察隊

（11課体制）
※「神奈川県警察の組織に関する規則（昭和44年神奈川県公安委員会規則第2号）」を参考にした。

## 交番
- 鶴見駅前交番　鶴見区鶴見中央1-2-3
- 潮田交番　鶴見区潮田3-142-1
- 本町通交番　鶴見区仲通1-27
- 生麦交番　鶴見区生麦5-14-6
- 市場交番　鶴見区市場大和町4-30
- 尻手交番　鶴見区元宮1-15-21
- 矢向駅前交番　鶴見区矢向6-5-1
- 上末吉交番　鶴見区上末吉5-11-4
- 末吉交番　鶴見区下末吉2-18-5
- 別所交番　鶴見区北寺尾3-2-41
- 鶴見駅西口交番　鶴見区豊岡町1-3
- 東寺尾交番　鶴見区東寺尾北台3-33
- 岸谷交番　鶴見区岸谷1-10
- 駒岡交番　鶴見区駒岡2-18-1
- 向谷交番　鶴見区東寺尾1-39

### 廃止された交番
- 原交番
- 入舟橋交番（2008年4月1日廃止）
- 三角交番（2021年4月1日）[8]
- 矢向交番　鶴見区矢向3-2-10（2023年4月1日廃止）[9]

## 駐在所
- 北寺尾駐在所　鶴見区北寺尾7-19-19

## 連絡所
- 東台連絡所　鶴見区鶴見2-1-4

## 自動車ナンバー自動読取装置（Nシステム）
- 鶴見区下末吉3丁目（国道1号）
- 鶴見区下末吉4丁目（国道1号）
- 鶴見区鶴見中央3丁目（国道15号）
- 鶴見区生麦1丁目（国道15号）
- 鶴見区生麦3丁目（国道15号）
- 鶴見区馬場2丁目（一般市道）

## 過去の重大事件・事故
- 鶴見騒擾事件
- 鶴見事故
- 総持寺納骨堂爆破事件
- 横浜ヨット小型旅客船爆破事件